# Атанас Катарахия
Атанас (Танас) Катарахия (на гръцки: Αθανάσιος Καταραχιάς, Атанасиос Катарахияс) е гръцки революционер от Западна Македония, действал с чета в Битолско в края на 70-те, началото на 80-те години на XIX век срещу българските и влашките села в района.

## Биография
През есента на 1879 – началото на 1880 година Катарахия действа съвместно с леринския гръцки владика, който се опитва да затвори българските църкви и училища в Леринско. Четата на Катарахия напада леринските села Горничево и Пътеле. В Пътеле, където работи българско училище, са нападнати и ограбени селските първенци, а българският учител Константин успява да се укрие. От Пътеле отвлича трима заложници. След това през март 1880 година Катарахия нападнал съседното село Върбен (Екши Су), ограбва го и пленява двама видни българи Иван Граматиков и Георги Гогов.
През октомври 1880 година четата на Катарахия действа около Воден и причинява големи беди на местното население. Четата му действа и в Битолско срещу влашките села Маловище и Гопеш. На Голяма Богодорица 15 август напада Маловище с чета от 50 души, ограбва църквата и опожарява няколко къщи. Единадесет първенци са отведени в планината, а на свещеника е заповядано под страх от смъртно наказание да извършва службата на гръцки, а не на румънски. Според доклад на руския вицеконсул в Битоля Лука Няга до посланик Евгений Новиков в Цариград андартите са насочвани срещу българите от битолския митрополит Матей. Няга моли посланика да направи постъпки пред Патриаршията за смяна на този митрополит. С нападението си над Маловище четата на Катарахия произвежда обща паника във вилаета и заплашва много български и влашки села с нови нападения. Селяните се обръщат към вилаетските власти.
Катарахия праща устни и писмени заповеди в българските села да прогонят учителите българи. Така например капитаните Катарахия и Наум Коракас заповядват на жителите на Гявато да прогонят българския учител или самите те да заминат за България. В противен случай четата нямало да остави нито куче живо в селото.
Според „Константинопол Месинджър“ Катарахия се явил като защитник на „православието“, нападал българските села и убивал схизматичните свещеници. Успоредно на него действали и четите на Нико, Аркади и Крико, които тероризирали населението на запад от Вардар.